# Walter Frank (Politiker)
Walter Frank (* 27. Juli 1895 in Schwedt/Oder; † 20. Januar 1971 in Bochum) war ein deutscher Handwerker (Dreher) und Politiker (KPD).

## Leben und Wirken
Walter Frank besuchte  die Knabenbürgerschule in Schwedt. Danach erlernte er das Dreherhandwerk. Ab 1913 war Frank im Deutschen Metallarbeiterbund organisiert, aus dem er 1929 wegen der Organisierung von Streiks ausgeschlossen wurde.
Seit 1911 gehörte Frank der Sozialdemokratischen Partei Deutschlands (SPD) an. 1919 wechselte er in die Kommunistische Partei Deutschlands (KPD), für die er fortan funktionärische Tätigkeiten übernahm. So wurde er unter anderem Sekretär der Bundesführung des Rotfrontkämpferbundes. Im Januar 1928 wurde er für seine Partei Stadtverordneter in Bochum. Im September 1930 wurde Frank für die KPD in den Reichstag gewählt, dem er bis zum März 1932 angehörte. Im Reichstag vertrat er nacheinander die Wahlkreise 18 (Westfalen-Nord), 22 (Düsseldorf-Ost) und 23 (Düsseldorf-West). Im Parlament war Frank unter anderem Mitglied des Jugendausschusses.
Während der NS-Zeit wurde Walter Frank von 1933 bis 1935 und von 1936 bis 1945 in Konzentrationslagern gefangen gehalten. Bei der Bundestagswahl 1949 kandidierte er erfolglos im Bundestagswahlkreis Ennepe-Ruhr – Witten für die KPD, trat aber ansonsten nicht weiter hervor.